# Lasiognathus waltoni
Lasiognathus waltoni is een straalvinnige vissensoort uit de familie van armvinnigen (Thaumatichthyidae). De wetenschappelijke naam van de soort is voor het eerst geldig gepubliceerd in 1975 door Nolan & Rosenblatt.